# Wojtele
Wojtele (niem. Woytellen, 1938–1945 Woiten) – mała osada mazurska na terenach pojaćwieskich w Polsce położona w województwie warmińsko-mazurskim, w powiecie ełckim, w gminie Prostki. W latach 1975–1998 miejscowość administracyjnie należała do województwa suwalskiego.
Do 1 września 1939 roku Wojtele były niemiecką miejscowością graniczną w ówczesnych Prusach Wschodnich.